# Валумбе
Валумбе или Варумбе е бог на смъртта в митологията на ганда. Той е син на бога на небето Мугулу (Гулу) и брат на Намби, съпругата на културния герой Кинту. Когато Кинту със съпругата си слизат на земята, те взимат със себе си всичко необходимо за живота им там: добитък, растения и т.н. Мугулу ги предупреждава в никакъв случай да не се връщат, дори да са забравили нещо, защото Валумбе (Смъртта) иска да тръгне с тях. Но Намби нарушава забраната и се връща, тъй като забравила зърно за кокошката и Валумбе тръгва с нея. Кинту и Намби се установяват на земята, развъждат добитъка, земята се покрива с донесените от тях културни растения, създават многобройно потомство (т.е. благоустрояват и населват земята). Всичко върви добре, но съпружеската двойка се скарва с Валумбе и децата им започват да умират. Небесният бог Мугулу изпраща на земята Кайкузи – другия брат на Намби, за да спре Валумбе да убива. Валумбе се скрива под земята, а Кайкузи заповядва на хората да останат по домовете си и в никакъв случай да не вдигат шум, докато не залови Валумбе. Но едва успял да го подмами изпод земята, децата нарушават забраната и Валумбе, подплашен от виковете им, отново се скрива. Кайкузи се връща на небето, а смъртта остава да живее сред хората на земята.